# Tre segreti
Tre segreti (Three Secrets) è un film del 1950 diretto da Robert Wise. È un film drammatico statunitense interpretato da Eleanor Parker, Patricia Neal e Ruth Roman.

## Trama
Un aereo precipita sul costone di una montagna. Tutti i passeggeri muoiono nell'incidente, tranne un bambino, Johnny, bloccato tra i rottami dell'aereo e in attesa dei soccorsi. La notizia fa il giro del paese e si scopre che il bimbo non era figlio legittimo, ma era stato adottato dalla famiglia perita nell'incidente. L'età e il nome del bambino, inducono tre donne a precipitarsi sul luogo della tragedia. Queste avevano dato anni prima in adozione il loro bambino e sanno che una di loro è la madre naturale di Johnny.
Riviviamo, quindi, tramite flashback, le storie infelici delle tre donne: Susanna, oggi felicemente sposata, che fu, anni addietro, lasciata dal militare che credeva di amare e al quale non aveva nemmeno avuto il tempo di comunicare di essere incinta. Phillys, giornalista che aveva distrutto il suo matrimonio a causa delle sue ambizioni, prima di accorgersi di aspettare un bambino. Anna, abbandonata dal suo amante senza spiegazioni e finita in prigione per alcuni anni per averlo ucciso in preda alla disperazione.
Phillys scopre che Anna è la madre di Johnny e glielo rivela. Ma la donna, d'accordo con Phillys, affida il bambino a Susanna, perché possa avere genitori amorevoli che gli assicurino una vita serena.

## Produzione
Il film, diretto da Robert Wise su una sceneggiatura e sul soggetto di Martin Rackin e Gina Kaus, fu prodotto da Milton Sperling per la United States Pictures e la Warner Bros. e girato sul monte Waterman nella Angeles National Forest e nei Warner Brothers Burbank Studios a Burbank, in California, dall'ottobre 1949 al novembre 1949. Il titolo di lavorazione fu The Rock Bottom. È ispirato ad un caso vero, quello di una bambina di tre anni di Los Angeles che nel 1949 cadde in un pozzo. Dopo diversi giorni, i tentativi per salvarla risultarono vani.

## Colonna sonora
Nella colonna sonora del film figura il brano musicale I Get a Kick Out of You, scritto da Cole Porter.

## Distribuzione
Il film fu distribuito con il titolo Three Secrets negli Stati Uniti dal 20 ottobre 1950 dalla Warner Bros.
Altre distribuzioni: in Finlandia il 29 giugno 1951; in Francia il 20 luglio 1951 (Secrets de femmes); in Svezia il 15 settembre 1951 (Tre kvinnors hemlighet); in Germania Ovest il 23 ottobre 1951 (Frauengeheimnis); in Portogallo il 30 novembre 1951 (Três Segredos); in Austria nel febbraio del 1952 (Frauengeheimnis); in Danimarca il 27 febbraio 1952 (Tre kvinders hemmelighed); in Brasile (Três Segredos); in Belgio (Die drie geheimen e Les trois secrets); in Grecia (Ta tria mystika); in Spagna (Tres secretos); in Italia, distribuito con il titolo Tre segreti, ma conosciuto anche con il titolo I tre segreti..

## Accoglienza
Secondo il Morandini, Tre segreti è un "classico film di donne" che può vantare un ottimo montaggio (Morandini segnala a tal proposito i flashback) e ottime interpretazioni delle attrici del cast. Secondo Leonard Maltin il film è il "solito melodramma".

## Opere derivate
Nel 1999 ne è stato prodotto un remake televisivo, Three Secrets.